# Sonatine pour violon et violoncelle de Honegger
Pour les articles homonymes, voir Sonatine pour violon et violoncelle.
La Sonatine pour violon et violoncelle (H. 80) est une œuvre de musique de chambre d'Arthur Honegger composée en 1932 et créée à Paris le 16 décembre 1932.

## Présentation
La Sonatine pour violon et violoncelle d'Arthur Honegger est composée en septembre 1932. Elle est dans le ton principal de mi mineur.
Pour le musicologue Harry Halbreich, c'est « une page heureuse et détendue, d'une écriture polyphonique lumineuse et transparente ».
L'œuvre est créée à l'école normale de musique de Paris, lors du premier concert Triton, par Feri Roth au violon et Jaros Scholz au violoncelle, le 16 décembre 1932,.

## Structure
La Sonatine pour violon et violoncelle, d'une durée moyenne d'exécution de douze minutes environ, comprend trois mouvements, :
1. Allegro, mouvement « néoclassique et courtois[5] », « au rythme souple et balancé[1] », qui « oppose une première idée lyrique, à l'unisson, et une seconde plus énergique, déclenchant un jeu contrapuntique plein de vivacité[1] » ;
2. Andante, de forme ternaire, « dans laquelle la première section est un Andante lyrique, la deuxième (doppio movimento) un Scherzando et la troisième une variation et une réexposition des deux sections simultanément, au tempo de l'andante, les unités rythmiques du scherzando étant divisées en deux pour préserver la vitesse originale du mouvement[5] » ;
3. Allegro, final « bruyant doté d'un thème animé presque omniprésent[5] », mouvement « impétueux et bonhomme, rondo d'une spirituelle alacrité contrapuntique, ne dédaignant pas quelques syncopes de jazz et s'évanouissant sur une pirouette au terme d'une brillante strette[1] ».

La partition est publiée en 1932 par Maurice Senart (repris par Salabert).
Dans le catalogue des œuvres du compositeur établi par Harry Halbreich, la pièce porte le numéro H. 80.